# Vielle-Saint-Girons
 Vielle-Saint-Girons  (en occitano Vièla-Sent Gironç) es una población y comuna francesa, situada en la región de Aquitania, departamento de Landas, en el distrito de Dax y cantón de Castets.El pequeño balneario de Saint Girons Plage y el centro naturista de Arnaouchot se encuentran  a orillas del Océano Atlántico (playas vigiladas) en la Costa de Plata . Limita al norte con Lit-et-Mixe , al este con Linxe , al sur con Léon y Moliets et Maa y al oeste con el océano Atlántico .

## Demografía
| 801 | 864 | 863 | 824 | 859 | 1026 |
| Para los censos de 1962 a 1999 la población legal corresponde a la población sin duplicidades (Fuente: INSEE [Consultar]) |     |     |     |     |      |